# Cionodon
Cionodon („sloupcový zub“) je pochybný rod hadrosauridního dinosaura, který žil koncem období křídy, asi před 66 miliony let, na území dnešního státu Colorado ve Spojených státech amerických (geologické souvrství Denver).
Fosilie tohoto pochybného hadrosaurida byly popsány paleontologem Edwardem D. Copem v roce 1874 pod jménem Cionodon arctatus. Stejně jako další druh C. stenopsis, popsaný Copem o rok později z Kanady, se jedná o nomen dubium (pochybné vědecké jméno). Ve skutečnosti se může jednat o fosilie jiného hadrosaurida, například rodu Edmontosaurus. Druh Cionodon kysylkumensis ze střední Asie (souvrství Bissekty) byl později přejmenován na Bactrosaurus kysylkumensis.